# ستيف موراي (سياسي)
ستيف موراي (بالإنجليزية: Steve Murray)‏ هو مسير أعمال وسياسي أسترالي، ولد في 5 فبراير 1963 في بالارات في أستراليا. حزبياً، نشط في حزب أستراليا الليبرالي (فرع جنوب أستراليا) ‏. في 2018 South Australian state election ‏، انتخب عضو مجلس النواب جنوب أستراليا من الجمعية عن دائرة Electoral district of Davenport ‏ وقد انضم خلال فترته النيابية ‏ (17 مارس 2018 – ) للكتلة البرلمانية حزب أستراليا الليبرالي (فرع جنوب أستراليا) ‏.

## وصلات خارجية
- الموقع الرسمي